# Benoît Daeninck
Benoît Daeninck (Provins, 27 de diciembre de 1981) es un ciclista francés.

## Biografía
La mayor parte de su carrera la ha disputado a nivel amateur, aunque en 2010 pasó al profesionalismo uniéndose al equipo continental francés Roubaix Lille Métropole.

## Palmarés

### Ruta
| 2006 - Gran Premio de Marbriers 2007 - Gran Premio Villa de Lillers - 1 etapa del Tour de la Manche - 2 etapas del Tour de Guadalupe - 1 etapa de la Ronde de l'Oise 2009 - 1 etapa del Tour de Normandía - 1 etapa del Circuito de las Ardenas - 1 etapa de la Boucles de la Mayenne - París-Chauny 2010 - Gran Premio Villa de Lillers - 1 etapa del Tour de Bretaña | 2012 - Gran Premio de Pont à Marcq-La Ronde Pévèloise - París-Arrás Tour, más 1 etapa 2013 - Gran Premio Villa de Lillers - Gran Premio de Pont à Marcq-La Ronde Pévèloise - Gran Premio de Marbriers - París-Chauny - Gran Premio Cristal Energie 2014 - Gran Premio de Pont à Marcq-La Ronde Pévèloise |

### Pista
| 2001 - 3.º en el Campeonato de Francia Persecución por Equipos 2005 - 3.º en el Campeonato de Francia de Madison 2007 - Campeonato de Francia en Puntuación - 2.º en el Campeonato de Francia en Persecución 2009 - 2.º en el Campeonato de Francia Puntuación 2010 - Campeonato de Francia Persecución por Equipos - Campeonato de Francia en Madison (con Damien Gaudin) - 3.º en el Campeonato de Francia Puntuación | 2011 - Campeonato de Francia en Puntuación - Campeonato de Francia Persecución por Equipos 2012 - Campeonato de Francia en Puntuación 2013 - 3.º en el Campeonato de Francia Puntuación - 3.º en el Campeonato de Francia Persecución por Equipos 2014 - 2.º en el Campeonato de Francia Persecución por Equipos - Campeonato de Francia en madison (con Marc Fournier) 2016 - Campeonato de Francia Persecución por Equipos |